# Ireneusz Nykowski
Ireneusz Jan Nykowski (ur. 28 czerwca 1930 w Wilnie, zm. 3 sierpnia 2022) – polski matematyk, prof. dr hab.

## Życiorys
W 1952 r. ukończył studia matematyczne I stopnia w Politechnice Wrocławskiej, pracę magisterską obronił w 1954 r. na Uniwersytecie Warszawskim. Od 1954 r. pracował w Szkole Głównej Planowania i Statystyki w Warszawie (od 1991 Szkole Głównej Handlowej), początkowo w Katedrze Statystyki, następnie w Katedrze Statystyki Matematycznej i Katedrze (Instytucie) Ekonometrii. Tam w 1962 r. obronił pracę doktorską Zastosowanie programowania liniowego w budownictwie, w 1968 r. otrzymał stopień doktora habilitowanego za pracę O efektywnym rozwiązywaniu liniowych modeli hierarchicznej struktury zarządzania. W 1974 r. uzyskał tytuł profesora nauk matematycznych, a w 1984 r. tytuł profesora zwyczajnego.
W latach 1965–1974 i 1980-1991 kierował w SGPiS Zakładem Badań Operacyjnych w Instytucie Ekonometrii, w latach 1975–1977 był tam wicedyrektorem Instytutu Rozwoju Gospodarczego, w latach 1977–1983 dyrektorem Instytutu Cybernetyki i Zarządzania, w latach 1975–1977 prodziekanem Wydziału Finansów i Statystyki. W 2000 r. przeszedł na emeryturę. Od 2001 r. pracował w Katedrze Statystyki i Ekonometrii na Wydziale Informatyki Stosowanej Wyższej Szkole Menedżerskiej w Warszawie.
Od 1978 r. był członkiem Komitetu Statystyki i Ekonometrii PAN.

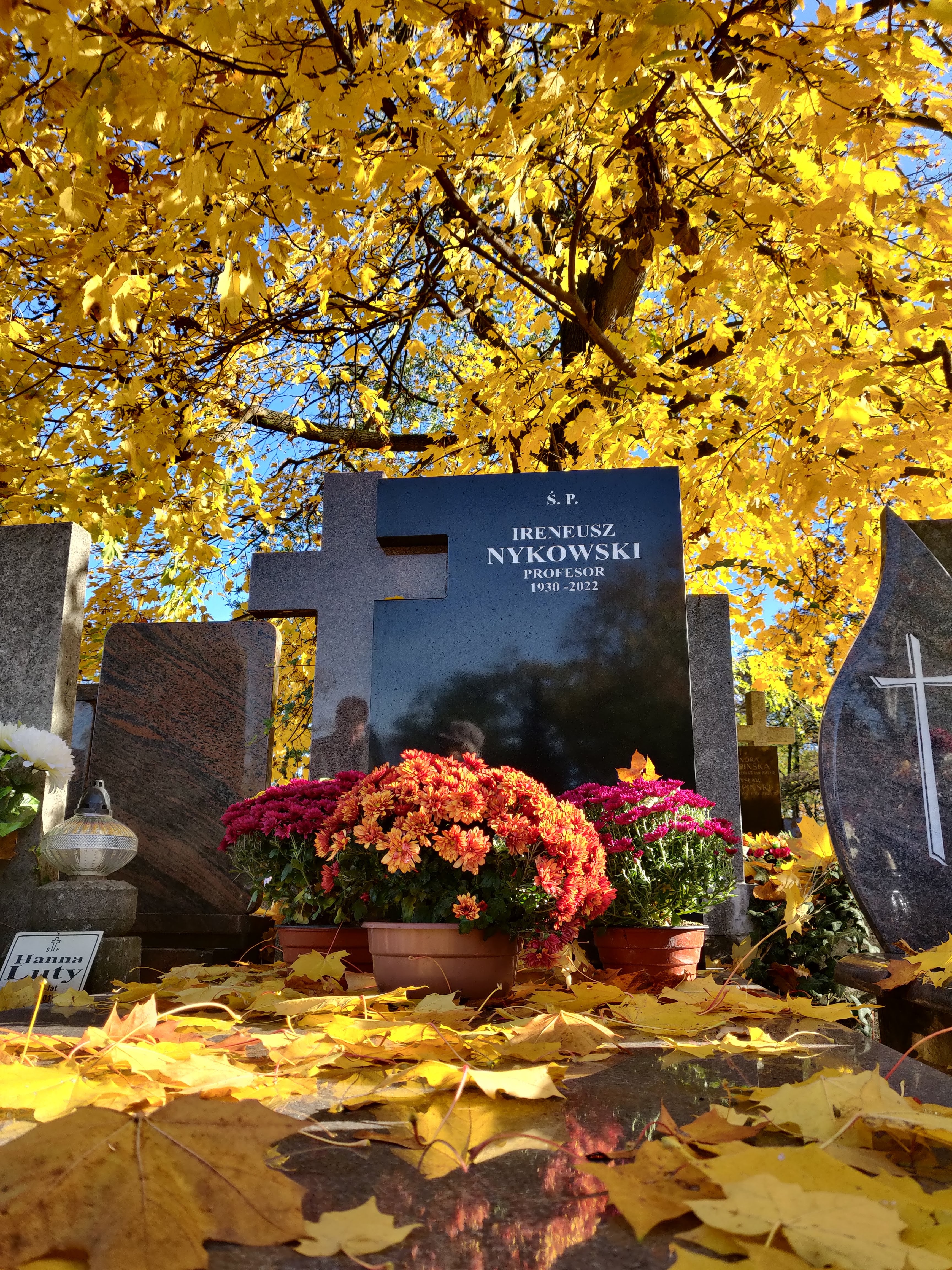
Grób profesora Ireneusza Nykowskiego na Cmentarzu Bródnowskim (stan z dn. 11.2023 r.)

Pochowany na cmentarzu Bródnowskim w Warszawie (kwatera 58B-6-3).

## Odznaczenia
- 1975: Krzyż Kawalerski Orderu Odrodzenia Polski[2]
- 1998: Krzyż Oficerski Orderu Odrodzenia Polski[3][7]
- 6 indywidualnych lub zespołowych nagród ministra[2]